# Chirik
Chirik (Hebreeuws: חִירִיק) is één van de Hebreeuwse diakritische tekens (nikoed) die, voornamelijk in religieuze teksten, gebruikt wordt om klinkers in te voegen (vocaliseren). In het moderne Hebreeuws wordt deze gebruikt om de i-klank /i/ zoals deze in diep aan te duiden.
Wanneer er wordt geschreven met nikoed, zal men na de letter met chirik vaak nog een extra jod toevoegen. Dit noemt men chirik male (Hebreeuws: חִירִיק מָלֵא, "volledige chirik") of chirik jod. Schrijft men zonder nikoed, dan wordt de jod eerder gebruikt als leesmoeder, de voornaamste uitzondering zijnde met de i in een lettergreep die eindigt op een 'sjwa nach'.
In het Jiddisch wordt de chirik onder een letter geplaatst en gebruikt in combinatie met jod om de i-klank /ɪ/ zoals deze in schip uit te komen. Daarnaast gebruikt men in het Jiddisch ook een chirik onder de jod ( יִ ), zo wordt de klank /i:/ bekomen.